# Babesia equi
Babesia equi (babeszja końska) – protist należący do królestwa Protista, rodziny babeszje.
Wywołuje u koni chorobę pasożytniczą – babeszjozę koni.
Babesia equi jest małym pierwotniakiem. Wielkości do 2 µm. Kształtu kulistego lub pierścieniowatego.